# Paulette de Croze
Paule Émilie Georgette de Croze Magnan dite Paulette de Croze, née le 14 juin 1899 à Pont-Croix et morte le 1er octobre 1990 à Mantes-la-Jolie, est une athlète française, spécialiste du sprint.

## Biographie

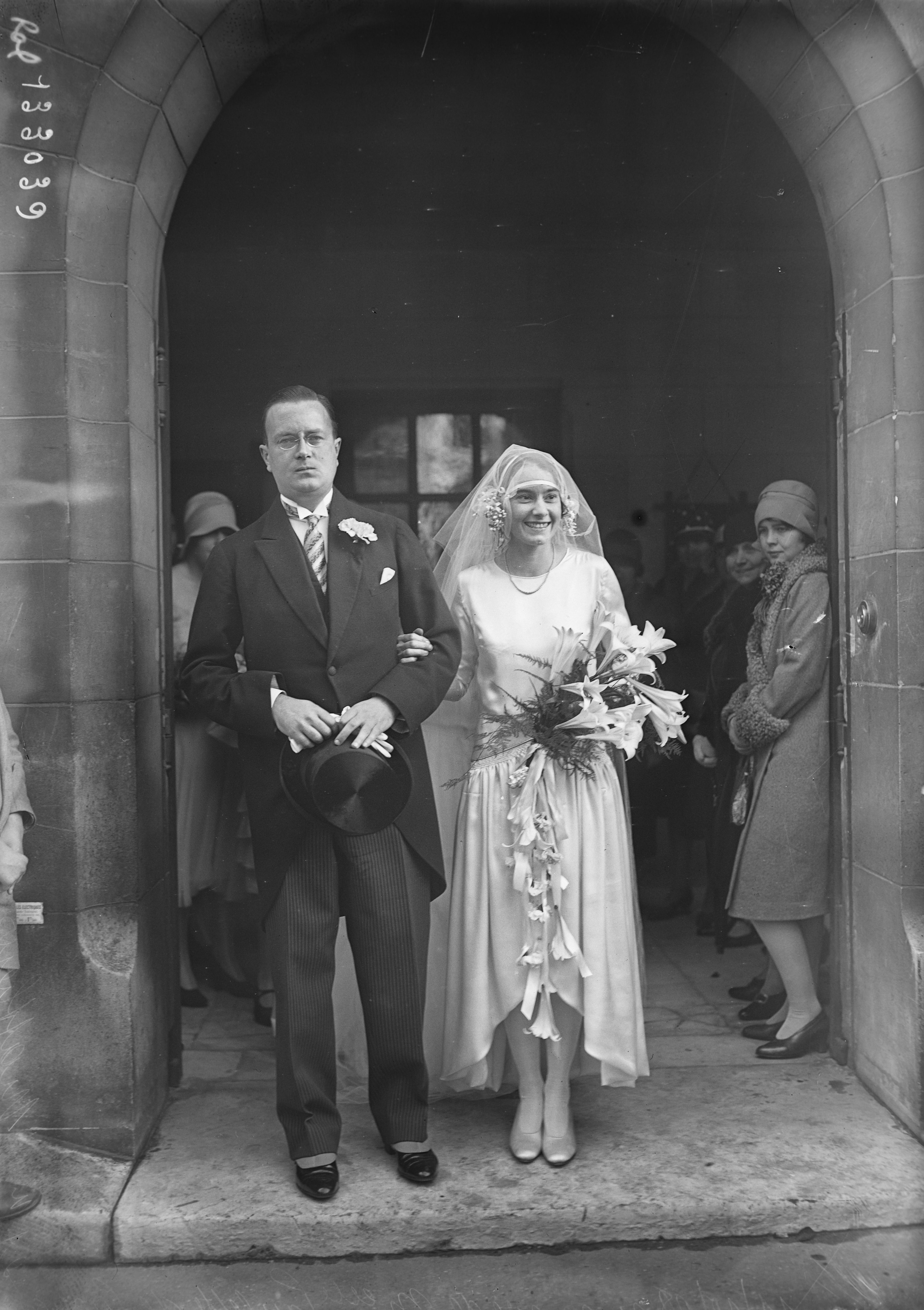
Paulette de Croze lors de son mariage avec Stormont George Matthews en 1928.

Paule Émilie Georgette de Croze Magnan est la fille de Joseph Augustin de Croze Magnan, publiciste, et de Florence Sarah Morse.
Elle remporte lors des Championnats de France d'athlétisme 1922 la finale du 250 mètres.
Elle obtient aux Olympiades féminines de 1921 la médaille de bronze du relais 4 × 200 mètres et aux Olympiades féminines de 1922 une médaille d'or en relais 4 x 75 mètres ainsi qu'une médaille d'argent en relais 4 x 175 mètres.
Elle épouse en 1928, à Neuilly-sur-Seine, Stormont George Matthews.